# Nirvana (album)
Nirvana – album kompilacyjny zespołu Nirvana wydany przez Geffen Records w 2002 roku, 8 lat po śmierci frontmana i wokalisty Kurta Cobaina. Zawiera najbardziej znane utwory z poprzednich płyt Nirvany, oraz dodatkowo niewydany wcześniej utwór „You Know You’re Right”.
W Polsce składanka uzyskała status platynowej płyty.

## Lista utworów
Wszystkie utwory autorstwa Kurta Cobaina, chyba że podano inaczej:
1. „You Know You’re Right” (wcześniej niewydany) – 3:38
2. „About a Girl” (z Bleach) – 2:49
3. „Been a Son” (z Blew) – 2:23
4. „Sliver” (z Incesticide) – 2:14
5. „Smells Like Teen Spirit” (z Nevermind) – 5:01 (K. Cobain, D. Grohl, K. Novoselic)
6. „Come as You Are” (z Nevermind) – 3:39
7. „Lithium” (z Nevermind) – 4:17
8. „In Bloom” (z Nevermind) – 4:15
9. „Heart-Shaped Box” (z In Utero) – 4:41
10. „Pennyroyal Tea” (wcześniej niewydany single mix) (oryginalnie na Pennyroyal Tea) – 3:38
11. „Rape Me” (z In Utero) – 2:51
12. „Dumb” (z In Utero) – 2:34
13. „All Apologies” (z MTV Unplugged in New York) – 3:51
14. „The Man Who Sold the World” (z MTV Unplugged in New York) – 3:47 (D. Bowie)

Bonusowe utwory
1. „Something in the Way” (z MTV Unplugged in New York) - 4:01 (wydania winylowe i japońskie wydania CD)
2. „Where Did You Sleep Last Night” (z MTV Unplugged in New York) - 5:08 (L. Belly) (wydania winylowe i międzynarodowe wydania CD)